# Maiden Voyage (альбом Херби Хэнкока)
| Оценки критиков                     | Оценки критиков |
| Источник                            | Оценка          |
| ----------------------------------- | --------------- |
| Allmusic                            | [ 1 ]           |
| Penguin Guide to Jazz               | 👑              |
| The Rolling Stone Jazz Record Guide | [ 3 ]           |

Maiden Voyage — пятый альбом американского джазового пианиста Херби Хэнкока, записанный Руди Ван Гелдером 17 марта 1965 года и изданный в том же году на лейбле Blue Note Records.

## Описание
Maiden Voyage — это концептуальный альбом, цель которого — создать атмосферу океана. Название альбома переводится как «первый рейс», «первое плавание». Названия большинства треков альбома связаны с морем.
Джазовый справочник The Penguin Guide to Jazz поместил альбом в свою основную коллекцию, дав ему максимально положительную оценку и назвав его «колоссальным достижением для человека [Хэнкока], которому было всего 24 года». Стивен Томас Эрлевайн из Allmusic описывает альбом как «возможно, лучшую запись Хэнкока 60-х годов, добившегося идеального баланса между доступным лирическим джазом и рискованным хард-бопом».
Композиции «Maiden Voyage», «The Eye of the Hurricane» и «Dolphin Dance» являются в настоящее время джазовыми стандартами и включены в New Real Book vol. 2.
В 1999 году альбом был представлен в Зал славы премии «Грэмми».

## Список композиций
Слова и музыка всех песен — Херби Хэнкок.
| №                   | Название                   | Длительность |
| ------------------- | -------------------------- | ------------ |
| 1.                  | «Maiden Voyage»            | 7:53         |
| 2.                  | «The Eye of the Hurricane» | 5:57         |
| 3.                  | «Little One»               | 8:43         |
| 4.                  | «Survival of the Fittest»  | 9:59         |
| 5.                  | «Dolphin Dance»            | 9:16         |
| Общая длительность: | Общая длительность:        | 42:20        |

## Участники записи
- Херби Хэнкок — пианино
- Фредди Хаббард — труба
- Джордж Коулман[англ.] — тенор-саксофон
- Рон Картер — бас
- Тони Уильямс — ударные